# ジョゼフ・コロンボ
ジョゼフ・コロンボ（Joseph Colombo、1923年6月16日 - 1978年5月22日）はニューヨーク五大ファミリーの1つ、コロンボ一家のボス。

## 来歴

### 初期
ブルックリンで生まれ育つ。父親がプロファチ一家のメンバー。高校中退後、1942年にアメリカ沿岸警備隊に入隊したが、神経症と診断され、1945年に除隊した。その後、波止場の荷役人夫を10年、精肉会社のセールスマンを6年勤め上げ、不動産販売業に落ち着いた。1950年頃までにプロファチ一家（現コロンボ一家）の構成員になったが、この頃すでにカルロ・ガンビーノと親しかったという。ブルックリンとナッソー郡でサイコロ賭博、高利貸し、ジョン・F・ケネディ空港の貨物ハイジャックなどをやっていた。

### 相次ぐボスの病死
1962年、ジョゼフ・プロファチが病死し、副ボスのジョゼフ・マリオッコが一家を継いだが、マリオッコはジョゼフ・ボナンノと結託してカルロ・ガンビーノらの暗殺を企てたとしてコミッションに糾弾され、ボスの座を降ろされた（その後1963年12月病死した）。1964年初め、コロンボは、ガンビーノらの推薦により41歳で新ボスに就任した。一説に、暗殺計画の存在を密告したことの見返りとされる。またコロンボはボナンノ一家のガスパール・ディグレゴリオから情報を得ていたとも噂された。

### ボス就任後
1961年以来ジョーイ・ギャロ率いるギャロ派の造反により亀裂が入っていた一家の立て直しを図り、ギャロ派の組織復帰を容認した。若手を積極的に登用し、古参幹部を引退に追いやった。またメンバーは（合法的な）仕事を持っているべきだとして部下に就業を求めたが、部下の間では総じて不評だった。
ブルックリンやロングアイランドを地盤に、スポーツ賭博や武装強盗、盗品売買、高利貸しなどを収入源とした。住まいはブルックリンの高級住宅街にある3階建ての煉瓦造りの家の他、ニューヨーク州ブルーミング・グローブにテニスコートやプール付の別邸を持っていた。
1966年、大陪審に組織犯罪の強請容疑で召喚され、証言を拒否して30日の禁固処分となった。

### 公民権運動
1970年初め、「イタリア系アメリカ人公民権同盟」を設立し、表舞台に立って活動を始めた。人々のマフィアに対する注目をそらし、イタリア系市民への風当たりを和らげるためだった。公民権同盟を通じて5万人から年間で10ドルずつ会費を集めていたが、その金はすべてコロンボの懐に入った。
1970年6月29日、ニューヨークのコロンバス・サークルに5万人を動員して街中を示威行進した。一躍時の人となり、7月12日のタイム・マガジンの表紙を飾った。1971年にかけて運動のリーダーとしてテレビのインタビューを受け、トークショーにも出演するなど露出が増えた。コロンボの派手な行動はカルロ・ガンビーノをはじめ多くのマフィアの不興を買った。
1971年春、映画「ゴッドファーザー」を制作していたパラマウント映画に抗議し、「マフィア」という言葉を台本から削除させた。違法賭博や治安妨害などで13回の逮捕歴があったが、1970年、コロンボの息子が強請り行為で逮捕された。FBIなど捜査当局を「イタリア系アメリカ人というだけで監視されたり調べられる。不当差別だ」と批判し、当局から厳しい追及を受けるに至った。1970年の終わりまでにコロンボの部下の5人に1人が逮捕されていた。

### 狙撃
1971年6月28日、イタリア系アメリカ人公民権運動の第2回大会の会場でマスコミのカメラマンに扮したジェローム・ジョンソンという黒人に至近距離から3発撃たれ、頭部や首に被弾して意識不明のまま病院に運ばれた。ジョンソンは狙撃直後にコロンボの用心棒らに取り押さえられたが、周りを囲んでいた群衆から現れた男がジョンソンを射殺して逃げ、その後捕まらなかった。狙撃当日の晩にガンビーノが見舞いに来たという。ジョンソンのポケットにフロリダ行きの航空券があったことから、騙されて利用され、口封じのため殺されたのではないかと噂された。
黒人ギャングと交際があったジョーイ・ギャロがジョンソンと付き合いがあったとされ、一説にギャロがジョンソンに狙撃させたとされる。マフィアに世間の注目が集まることを嫌ったカルロ・ガンビーノが首謀したとも言われた。政治運動を中止するよう要求したガンビーノと口論になり、運動の成功で有頂天になっていたコロンボはガンビーノの顔に唾を吐いたとも伝えられた。
コロンボは意識を回復しないまま植物人間状態になり、7年後の1978年5月に死去した。その頃には世間は公民権運動のことなど忘れていたという。コロンボ狙撃事件後、ジョセフ・ヤコヴェリが代理ボスとなったが、程なくカーマイン・ペルシコが一家を継いでフロントボスを立て、一家を裏から支配した。

## エピソード
- コロンボの父親アンソニーは初期のプロファチ一家のメンバーだったが、1938年、車の中で愛人女性と並んで死体で発見された[2]。ファミリーの構成員の女と関係を持ったため、女と共に絞殺され、アンソニーは性器を切られ口に押し込まれていたという。マフィアの世界では組織のメンバーの女を寝取ることは厳禁とされる。
- 若い頃、ピーター・カステラーノやポール・ガンビーノの支配下にあった精肉卸売会社でセールスマンをしていた[1]。
- コロンボのボス抜擢は全米のマフィアに衝撃と驚きをもって迎えられた。ニュージャージーマフィア（英語版）のボスと副ボスの会話（FBI盗聴）：フランク・マジューリ（副ボス）「奴がそこにいる（ボスのポジションにいる）のを聞いた時はとても驚いた。予想すらしなかった」、サム・デカヴァルカンテ（英語版）（ボス）「奴が一体どんな経験を積んだというのだ？ずっと小物の賭博屋だったくせに」[7]。
- いつもガンビーノの隣に赤ん坊のように座って、ガンビーノの言うことなら何でもやるイエスマン（デカヴァルカンテ、FBI盗聴）」[7]。
- ボスになってから、高いスーツや靴を履き、指にはダイヤの指輪をはめ、キャデラックのリムジンに乗るなど見かけは派手だったという。一部の部下はこのことで、コロンボは自分自身に自信がないようにも見えたという。
- 部下は有能な者ではなく自分に忠誠を尽くす者を重用したため、捜査関係者から「側近は三流の人間ばかり」と揶揄された[1]。
- 1970年代初め、マリオ・プーゾの小説をもとに製作中だった映画『ゴッドファーザー』を、製作中止に追い込もうと配下を使って撮影の妨害やストーカー行為を繰り返した。プロデューサーら製作側との話し合いの末、マフィアという言葉を使わないという条件で撮影を認めた。以来、一家のメンバーが撮影現場に頻繁に現れるようになり、撮影にも協力するなど支援者に転じた[10]。